# Будинок міськкому КПУ (Ніжин)
Будинок міськкому КПУ — пам'ятка архітектури місцевого значення у Ніжині. Нині тут розміщується управління праці та соціального захисту.

## Історія
Спочатку було внесено до «списку нововиявлених пам'яток архітектури» під назвою «Будинок міськкому КПУ» з адресою вулиця Гоголя, 6А, а будинок № 6 —" будинок Литовченка".
Наказом Міністерства культури і туризму від 21.12.2012 № 1566 надано статус «пам'ятник архітектури місцевого значення» з охоронним № 10013-Чр під назвою «Будинок міськкому КПУ».

## Опис
Будинок збудований у 1950-і роки на місці будинку Бикової (кінця ХІХ століття) та будинку Гольдіна (початок ХХ століття), зруйнованих у 1943 році під час Німецько-радянської війни. Двоповерховий, кам'яний, прямокутний у плані з ризалітом по центральній осі фасаду. Ризаліт прикрашений 4-колонним портиком, увінчаним трикутним фронтоном, у тимпані фронтона — барельєф, кути ризаліту акцентовані пілястрами. Вікна чотирикутні.
У будинку № 6 розміщувалася Ніжинська музична школа, заснована 1943 року. 1955 року школу було переведено в інше приміщення — будинок № 9 вулиці Луначарського.